# 羽犬塚駅
羽犬塚駅（はいぬづかえき）は、福岡県筑後市大字山ノ井にある、九州旅客鉄道（JR九州）鹿児島本線の駅である。駅番号はJB20。
筑後市の中心駅としてだけでなく、八女地区の玄関口としての役割も果たしている。
駅名は、開業当時当駅が八女郡羽犬塚村に所在したことに由来する。

## 歴史

### 年表

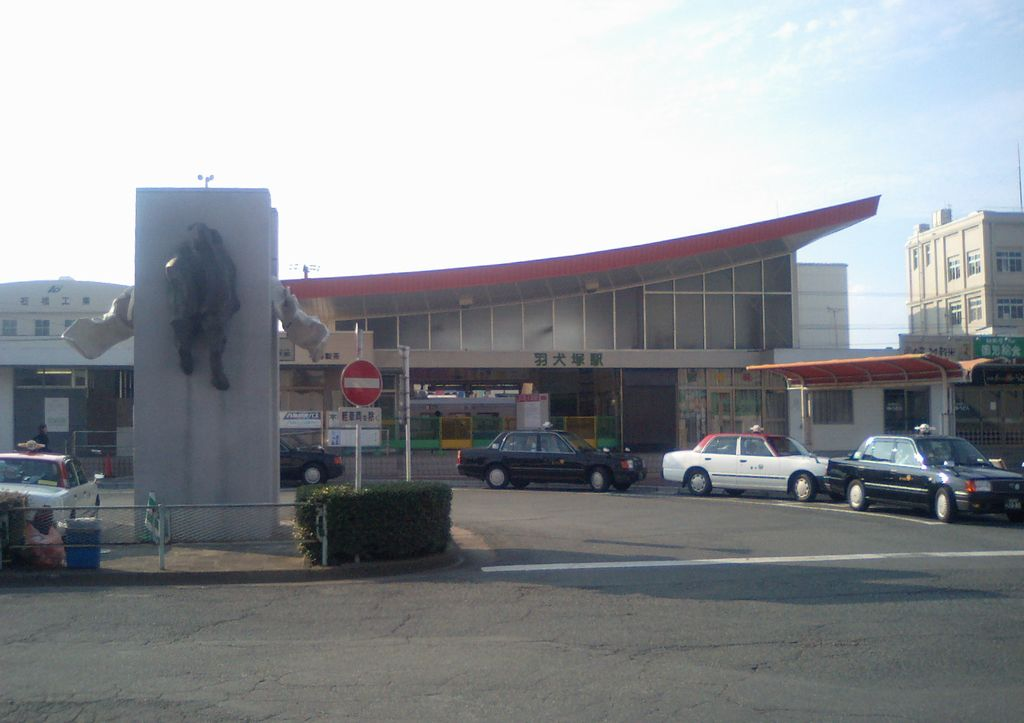
旧駅舎（2006年10月)

- 1891年（明治24年）4月1日：九州鉄道の駅として開業[1][3]。
- 1907年（明治40年）7月1日：九州鉄道の国有化により帝国鉄道庁の駅となる[3]。
- 1945年（昭和20年）12月26日：矢部線 当駅 - 黒木間が開業。
- 1965年（昭和40年）11月：2代目本屋完成。
- 1985年（昭和60年）
  - 3月14日：荷物扱い廃止[3]。
  - 4月1日：矢部線廃止[1]。
- 1987年（昭和62年）4月1日：国鉄分割民営化により九州旅客鉄道・日本貨物鉄道の駅となる[3]。
- 1996年（平成8年）
  - 3月16日：貨物列車の設定廃止[3]。
  - 8月：駅舎改装。
- 2001年（平成13年）4月1日：JR貨物の駅（貨物の取扱）が廃止。
- 2006年（平成18年）10月28日：九州新幹線高架橋工事に伴い仮駅舎に業務を移転。
- 2009年（平成21年）3月1日：ICカードSUGOCAの利用を開始[4]。
- 2009年（平成21年）12月26日：新駅舎の使用を開始。
- 2018年（平成30年）9月28日：駅ナンバリングを導入。
- 2023年（令和5年）10月1日：JR九州サービスサポートによる業務委託を終了し、JR九州本体による直営駅となる。
- 2024年（令和6年）3月16日：2024年3月16日のJRグループのダイヤ改正により、みどりの窓口の営業時間が7時30分から19時00分までとなる。

### 駅名の由来
開業当時の地名（八女郡羽犬塚村）が由来。
「羽犬塚」は古くから宿場町として栄え、その地名の由来は400年前から続くふたつの伝説にある。どちらも犬を塚に葬ったというのが由来で、天下統一を目指す豊臣秀吉の行く手を阻んだ羽犬が仕留められた説と秀吉の病死した愛犬が羽が生えたように素早かった説である。
近隣にある宗岳寺には今もこの塚が残されている。
なお、近隣の犬塚駅は西鉄の駅であり、三潴郡犬塚村（現：久留米市三潴町）に由来する。

## 駅構造
線路東側に駅舎があり、駅舎側に単式ホーム1面1線の下り本線、駅本屋と反対側に島式ホーム1面2線、計2面3線のホームを有する地上駅。互いのホームは跨線橋で連絡している。
駅舎は鉄筋コンクリート造平屋建で自動改札機、自動券売機が設置されているほか、観光案内所やコンビニの「ミニコンビ」、飲食店、お菓子、特産の八女茶の店舗も設置されている。（ミニコンビは3月1日をもって営業を終了した。）九州新幹線の計画ルートがちょうど駅本屋と重なるため、在来の駅舎を取り壊して仮駅舎で営業していたが、2009年12月26日より新駅舎での営業を開始した。直営駅だが収受要員のみの配置となっている。みどりの窓口がある。ななつ星in九州は2番線から発車する。

### のりば
| のりば | 路線       | 方向 | 行先                         | 備考                                                  |
| ------ | ---------- | ---- | ---------------------------- | ----------------------------------------------------- |
| 1      | 鹿児島本線 | 下り | 筑後船小屋・大牟田・荒尾方面 | ただし待避列車は2番のりばから発車                     |
| 2・3   | 鹿児島本線 | 上り | 久留米・博多・小倉方面       | 2番のりばは待避・始発用（博多方面からの折り返し列車） |

- 1985年（昭和60年）迄は、矢部線の発着する0番ホームが存在していた。

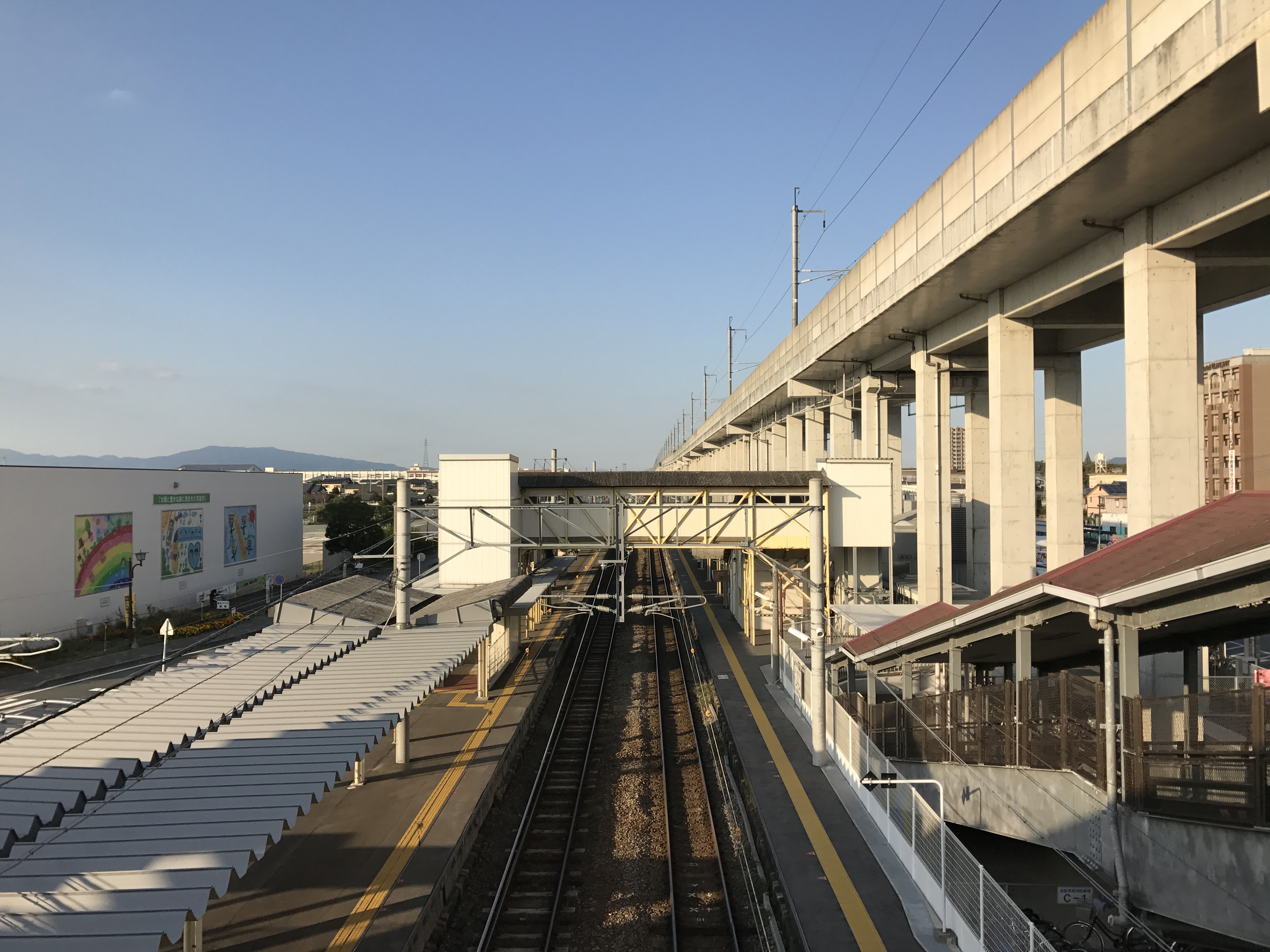
歩道橋から構内を眺める（2016年11月）
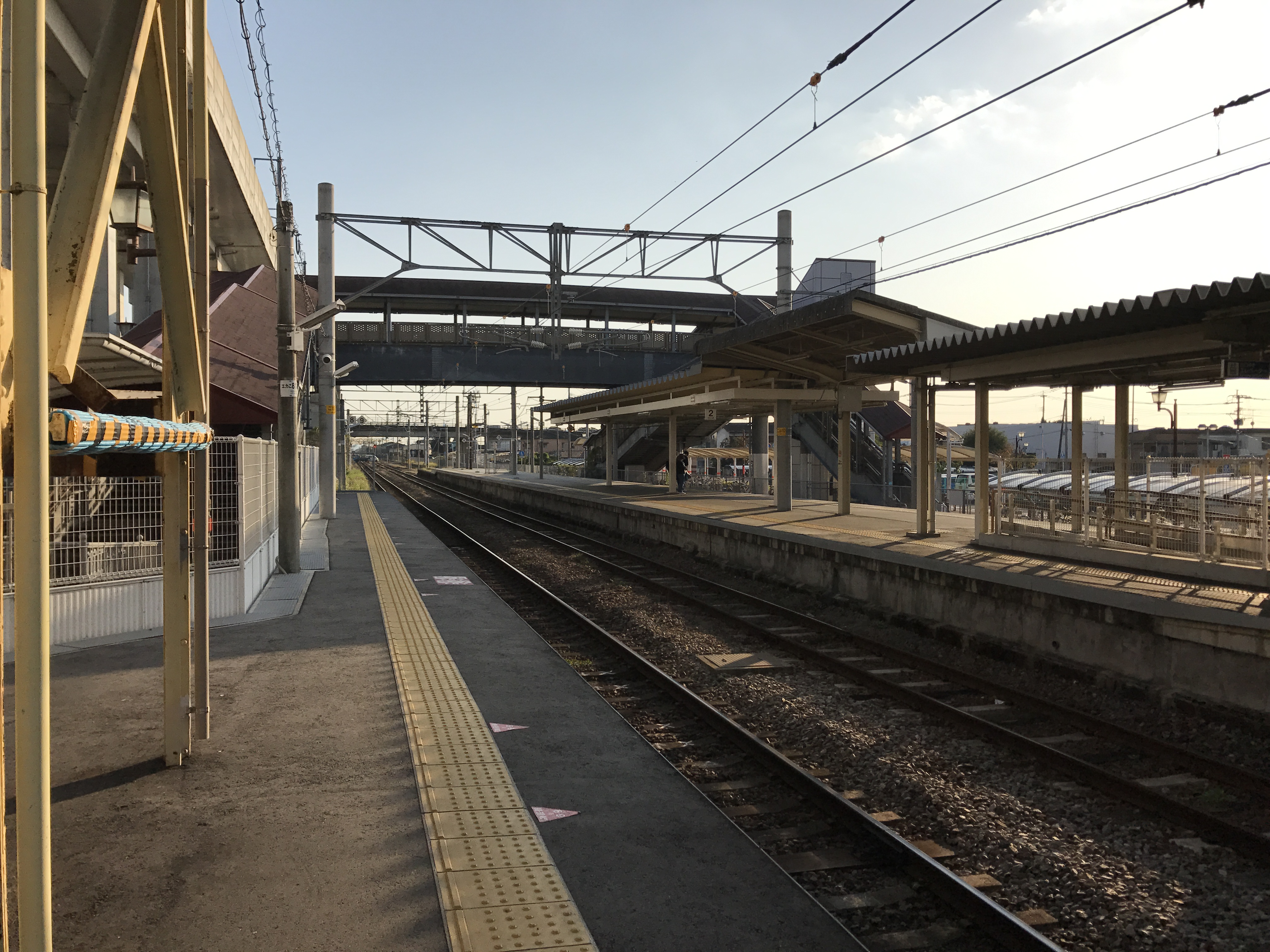
ホーム（2016年11月）
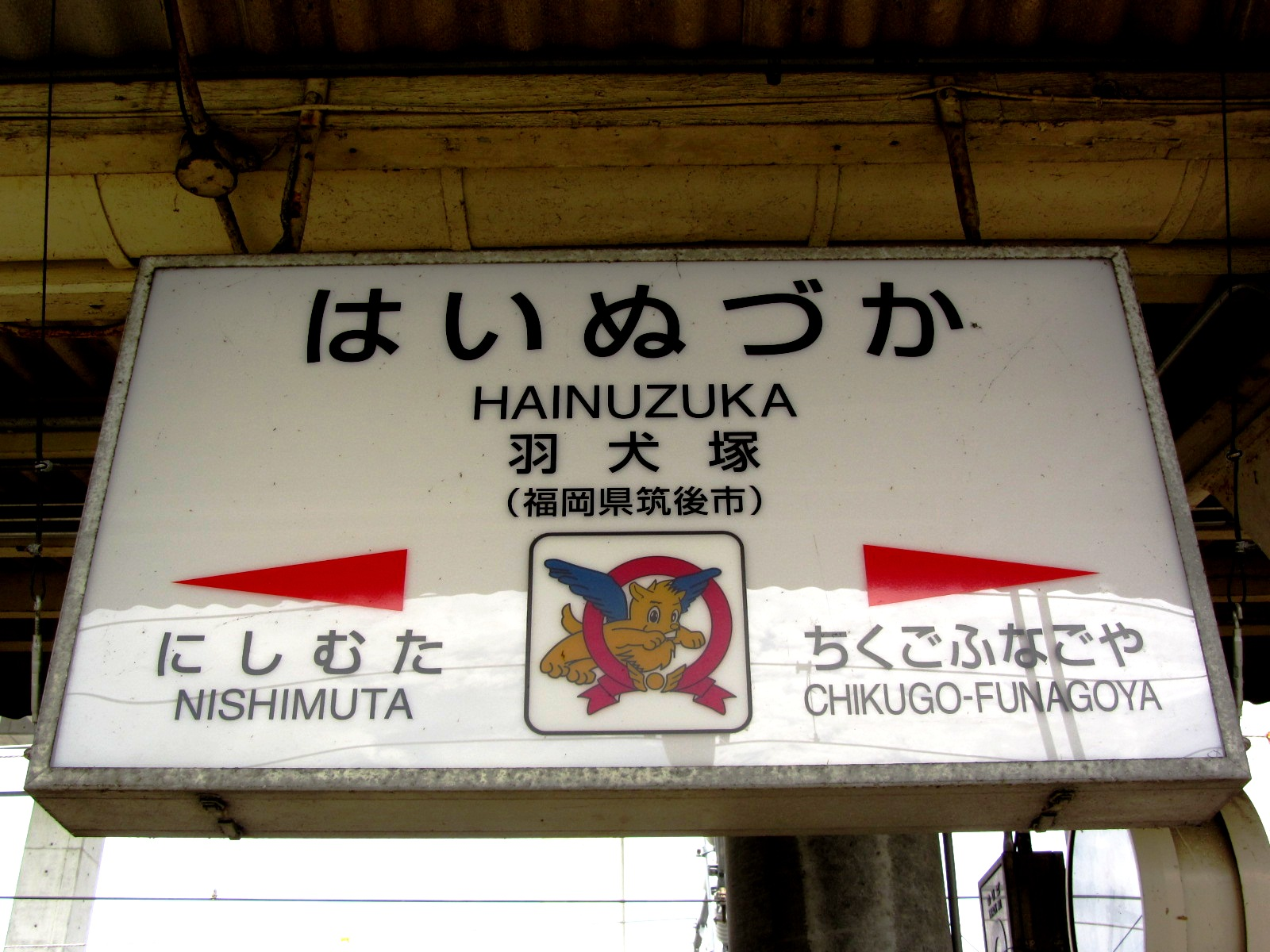
市のキャラクターが描かれた駅名標（2012年8月）
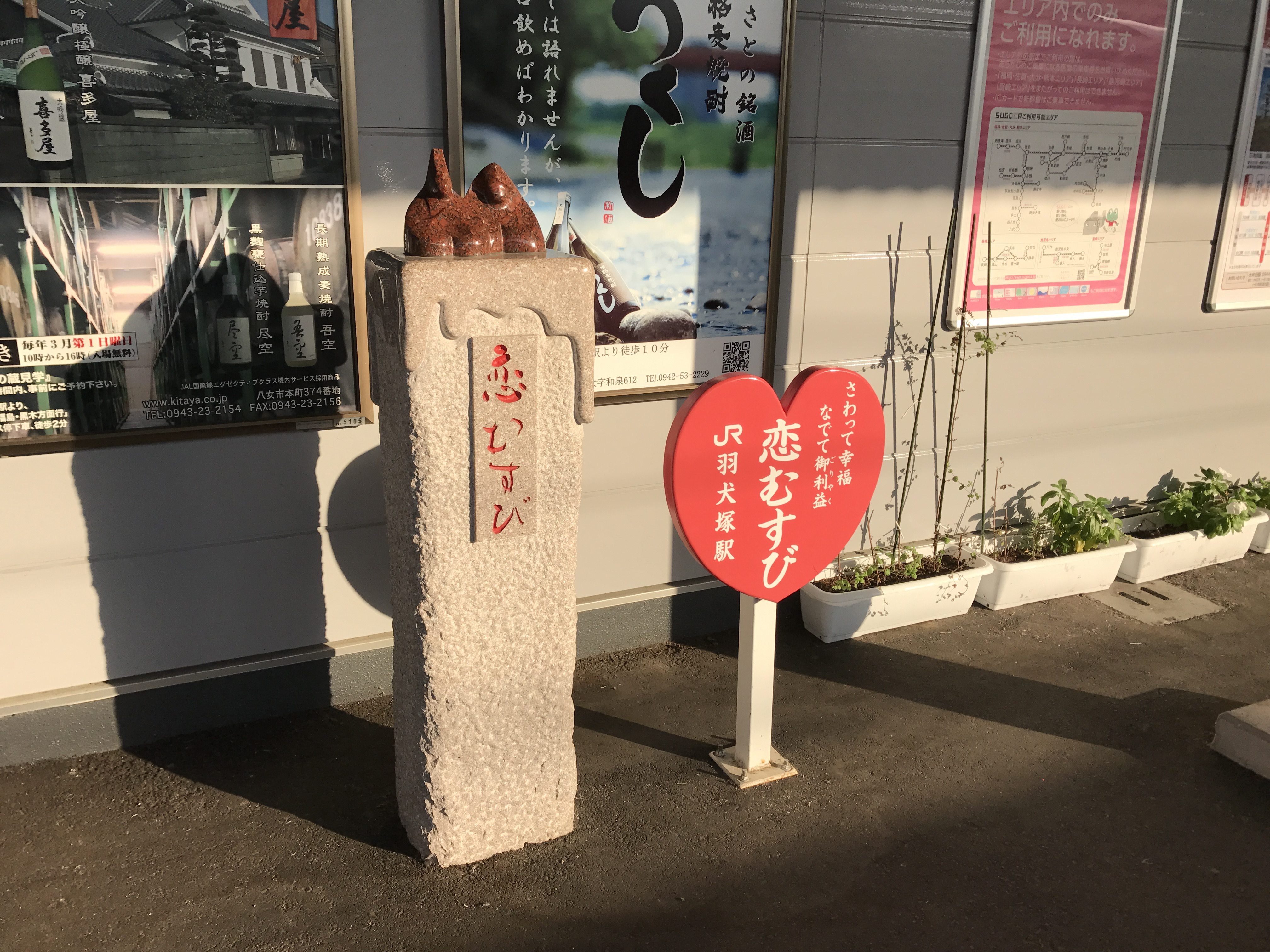
恋むすび夫婦雛（2016年11月）

## 停車列車
普通・区間快速・快速の全列車が停車する。博多方面からの快速・区間快速については、当駅で折り返す列車も設定されている。
九州新幹線開業前は一部の特急が停車していた。九州新幹線開業後も朝夕を中心にわずかに残った特急「有明」が停車していたが、2021年3月13日ダイヤ改正で「有明」が全廃されたことにより、当駅に停車する特急はなくなった。

## 利用状況
2023年度の1日平均乗車人員は2,688人である。
各年度の1日平均利用人員は以下の通り。
| 年度               | 1日平均 乗車人員 | 1日平均 乗降人員 |
| ------------------ | ---------------- | ---------------- |
| 2006年（平成18年） | 3,126            | 非 公 表         |
| 2007年（平成19年） | 3,062            | 非 公 表         |
| 2008年（平成20年） | 3,075            | 非 公 表         |
| 2009年（平成21年） | 3,017            | 非 公 表         |
| 2010年（平成22年） | 3,065            | 非 公 表         |
| 2011年（平成23年） | 非 公 表         | 6,007            |
| 2012年（平成24年） | 非 公 表         | 6,001            |
| 2013年（平成25年） | 非 公 表         | 6,204            |
| 2014年（平成26年） | 非 公 表         | 6,121            |
| 2015年（平成27年） | 非 公 表         | 6,293            |
| 2016年（平成28年） | 3,102            |                  |
| 2017年（平成29年） | 3,073            |                  |
| 2018年（平成30年） | 3,009            | 6,030            |
| 2019年（令和元年） | 2,955            |                  |
| 2020年（令和02年） | 2,205            |                  |
| 2021年（令和03年） | 2,395            |                  |
| 2022年（令和04年） | 2,594            |                  |
| 2023年（令和05年） | 2,688            |                  |

## 駅周辺

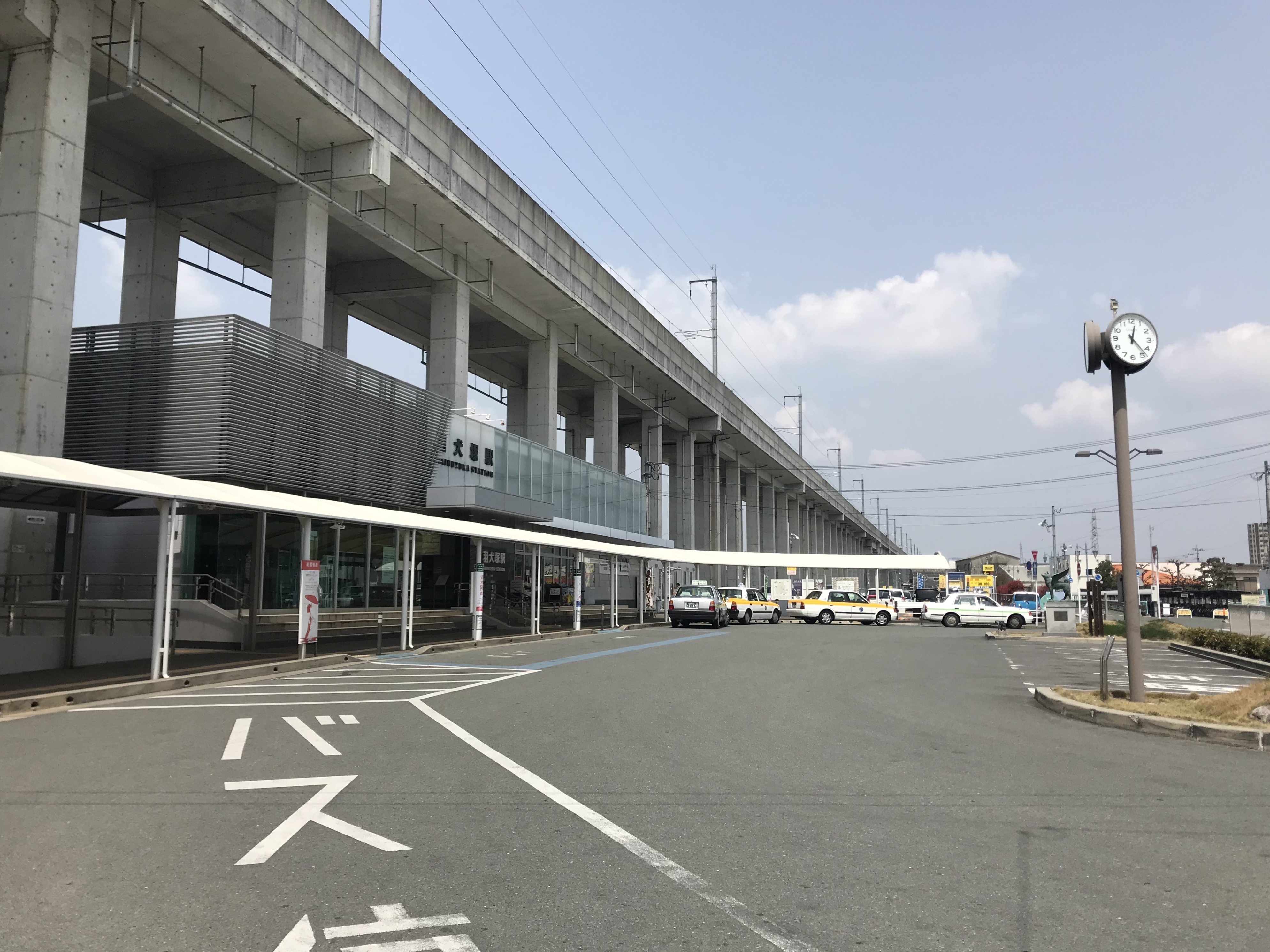
駅前広場

駅前には「羽犬塚」の地名の由来とされる羽の生えた犬の銅像があった。銅像は九州新幹線高架橋建設工事によって市民の森公園に移転された。
駅周辺は筑後市の中心部となっている。
- 筑後市役所
- 福岡県立八女高等学校
- 福岡県立八女工業高等学校
- 筑後市立病院
- 筑後郵便局
- 水田天満宮（南西へ2km弱）
- 国道209号

かつて日清製粉筑後工場への専用線もあったが、1996年に廃止された。

### バス路線
- 西鉄バス（西鉄バス久留米） - 駅前ロータリー内に「羽犬塚駅前」停留所がある。
  - 8：大野島農協前
  - 50：荘島・JR久留米駅 / 筑後船小屋駅
  - 53：筑後自動車免許試験場・荘島・JR久留米駅 / 筑後船小屋駅
  - 55：南町・市役所前・JR久留米駅
- 堀川バス - 駅の斜め向かいに「羽犬塚」待合所がある。待合室や乗車券発売所・バス折返し場を備えたバスターミナルとなっている。
  - ゆめタウン八女・黒木
  - 蒲原・柴庵
  - 蒲原・福島高校前

## 隣の駅
九州旅客鉄道（JR九州）
 鹿児島本線
■快速
荒木駅 (JB18) - 羽犬塚駅 (JB20) - 筑後船小屋駅 (JB21)
■区間快速
荒木駅 (JB18) - （一部西牟田駅 (JB19)) - 羽犬塚駅 (JB20) - 筑後船小屋駅 (JB21)
■普通
西牟田駅 (JB19) - 羽犬塚駅 (JB20) - 筑後船小屋駅 (JB21)

### かつて存在した路線
日本国有鉄道
矢部線
羽犬塚駅 - 花宗駅